# Zaporizzsjai hőerőmű
A zaporizzsjai hőerőmű (ukránul: Запорізька теплова електростанція, rövidebb formában Запорізька ТЕС) Ukrajna Zaporizzsjai területén fekvő Enerhodar város mellett, a Dnyeperen létesített Kahovkai-víztározó partján található nagy teljesítményű hőerőmű, közvetlenül a zaporizzsjai atomerőmű mellett. Teljesítménye alapján a legjelentősebb hőerőmű az országban, beépített kapacitása 3600 MW. Elsődleges tüzelőanyaga a kőszén, de emellett földgázt és fűtőolajat is felhasználnak az üzemeltetéséhez.

## Története
Az erőmű még a Szovjetunió idején a vuhlehirszki hőerőművel megegyező tervek szerint épült: az első ütem 4 széntüzelésű blokkból, míg a 2. ütem 3 gáz- és olajtüzelésű blokkból áll. A Zaporozsjei Állami Körzeti Erőmű (GRESZ) építése 1970-ben kezdődött. Az 1200 MW összteljesítményű erőmű első ütemét 1972-ben helyezték üzembe; négy porszénblokkot tartalmazott egyhéjú kazánnal. Az első blokkot november 25-én, a másodikat december 15-én, a harmadikat pedig december 31-én helyezték üzembe. Az állomás második ütemét, a három, egyenként 800 MW-os, olaj-gáz tüzelésű blokkot 1977-ben helyezték üzembe. 1976-ban az állomást az SZKP XXV. Kongresszusa tiszteletére nevezték el. 1977-ben pedig a Munka Vörös Zászló érdemrendjével tüntették ki. Az állami kerületi erőmű 1978-ban 23,5 milliárd kWh-t, 1986-ban 24,8 milliárd kWh-t termelt, ami rekordmennyiségű villamos energiának számított, emiatt az erőmű munkatársait az Októberi Forradalom érdemrendjével tüntették ki. 1980-ban alapították meg a zaporozsjei hőerőmű történetének múzeumát.
1991-ben a Szovjetunió felbomlását követően a létesítmény a függetlenné váló Ukrajnához került, így a nevét innentől kezdve ukrán írásmód szerint használják. Az erőmű a CARMA Database adatai alapján 2009-ben 2361,8 gigawattóra energiát termelt és 1,947 millió tonna szén-dioxidot bocsátott ki, ami 825 gramm/kilowattóra CO2-intenzitásnak felelt meg. 2012-ben megtörtént az 1. számú erőműblokk rekonstrukciója 493 millió hrivnyás költséggel, melynek eredményeként 15-20 évvel meghosszabbodott a blokk élettartama és a teljes erőmű beépített kapacitását 25 MW-tal 3625 MW-ra növelték az eredeti 2850-ről. 2014-ben a 3. számú erőműblokk 680 millió hrivnyás rekonstrukciója lehetővé tette az erőmű teljesítményének további 25 MW-tal történő növelését.
2021. február 3-án az erőművet a Lucs alállomáson történt zárlat miatt leválasztották az elektromos hálózatról, így Enerhodar egész városa, valamint több szomszédos település is áram nélkül maradt. Az üzemeltető tájékoztatása szerint a túlterheléshez vezető balesetet a zaporizzsjai hőerőmű 1-es számú blokkjának a kazán fűtőfelületének sérülése miatti vészleállítása okozta. Az elektromos hálózat helyreállítása érdekében a Krivij Rih-i hőerőmű tervezett karbantartás miatt álló 10. számú blokkját a tervezettnél hamarabb újraindították. Ezenkívül a másik átviteli rendszerirányító, a NEC Ukrenergo utasítására a burstini hőerőmű 9. és 12. számú, valamint a dobrotviri hőerőmű 7. számú erőművi blokkjait szinkronizálták a DTEK hálózatával, és megkezdték az áramellátás pótlását.
2022. május 5-én az erőmű bizonytalan időre leállt, miután az orosz invázió során elfoglalták az ellenséges csapatok, majd kifogyott a szénből. Október 7-én a városban újabb energiakimaradásokat okozott egy robbanás, amely az elektromos elosztóközpontot érintette. A megszálló oroszok az ukránokat vádolták meg a károkozással. Mivel a hőerőmű látta el a várost távfűtéssel, így fennállt a veszélye, hogy Enerhodar lakásai télen fűtetlenül maradnak, de sikerült ezt a veszélyt elhárítani azzal, hogy a szomszédos atomerőmű vette át ezt a funkciót.

## Műszaki jellemzői
Az erőmű két darab 320 méter magas füstgázkéménnyel rendelkezik, amelyek nemcsak Ukrajna, hanem a világ legmagasabb szabadon álló építményei közé tartoznak. Az üzem nincs felszerelve füstgáz-kéntelenítő rendszerrel, de elektrosztatikus porleválasztó rendszert használ a pernye eltávolítására, mielőtt a füstgázt a két kémény egyikén keresztül elvezetnék. Sok más széntüzelésű erőműhöz hasonlóan a létesítmény területén is található egy kifejezetten a hamu összegyűjtésére létesített tározó; kazánokból származó szénhamut egy csövön keresztül a 135 hektáros tározóba szállítják, ahol ártalmatlanítják azt. 2021-ben az országban itt helyeztek üzembe elsőként egy kis méretű, 1 MW-os hálózati akkumulátort a hálózati tesztelések céljából.
| Blokk | Tüzelőanyag | Nettó teljesítmény | Üzembehelyezés |
| ----- | ----------- | ------------------ | -------------- |
| 1     | szén        | 300 MW             | 1972           |
| 2     | szén        | 300 MW             | 1972           |
| 3     | szén        | 300 MW             | 1972           |
| 4     | szén        | 300 MW             | 1973           |
| 5     | földgáz     | 800 MW             | 1975           |
| 6     | földgáz     | 800 MW             | 1976           |
| 7     | földgáz     | 800 MW             | 1977           |

## Fordítás
- Ez a szócikk részben vagy egészben  a   Zaporizhzhia thermal power station című angol Wikipédia-szócikk ezen változatának fordításán alapul.  Az eredeti cikk szerkesztőit annak laptörténete sorolja fel. Ez a jelzés csupán a megfogalmazás eredetét és a szerzői jogokat jelzi, nem szolgál a cikkben szereplő információk forrásmegjelöléseként.
- Ez a szócikk részben vagy egészben  a(z)   Запорожская ТЭС című orosz Wikipédia-szócikk ezen változatának fordításán alapul.  Az eredeti cikk szerkesztőit annak laptörténete sorolja fel. Ez a jelzés csupán a megfogalmazás eredetét és a szerzői jogokat jelzi, nem szolgál a cikkben szereplő információk forrásmegjelöléseként.